# Furcifer labordi
Espèce
Synonymes
- Chamaeleo labordi Grandidier, 1872
- Chamaeleo barbouri Hechenbleikner, 1942

Statut de conservation UICN

 VU B1ab(iii) : Vulnérable
Statut CITES
Furcifer labordi est une espèce de sauriens de la famille des Chamaeleonidae. Il est aussi appelé « marteau lézard » par certaines populations locales[réf. nécessaire].

## Description

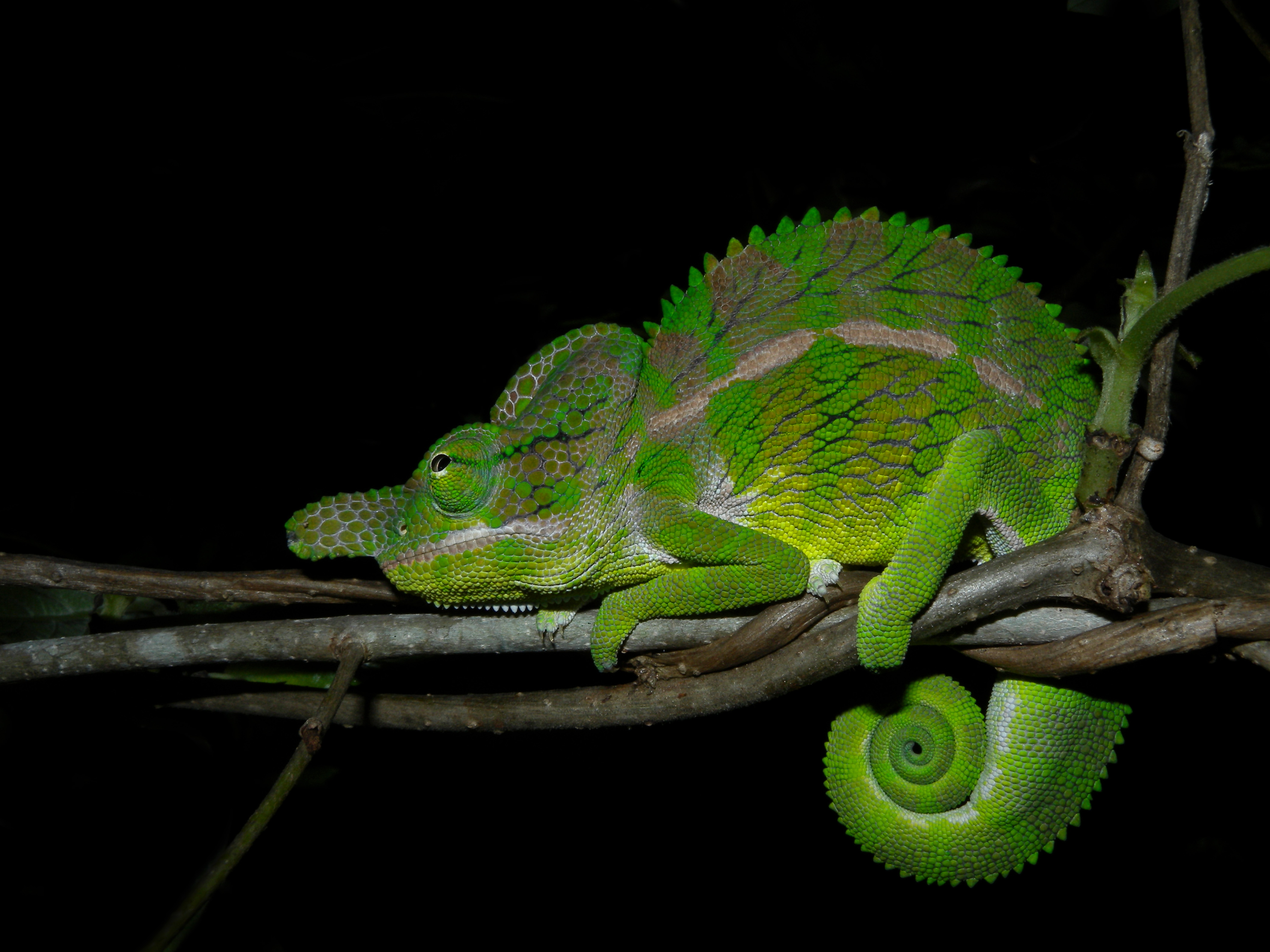
Furcifer labordi.

## Répartition
Cette espèce est endémique du Sud-Ouest de Madagascar.

## Étymologie
Cette espèce est nommée en l'honneur de Jean Laborde.

## Longévité
Comme d'autres espèces de Furcifer (F. antimena, F. lateralis), F. labordi a un cycle de vie d'un an, mais il ne vit hors de l'œuf que pendant environ quatre à cinq mois, ce qui est la durée de vie la plus courte jamais enregistrée pour un vertébré à quatre pattes,.
En habitat naturel, les œufs éclosent avec les premières pluies en novembre, la croissance est rapide, et l'âge adulte est atteint en janvier, période à laquelle la reproduction a lieu. Vers la fin de février ou au début de mars, les femelles déposent les œufs puis la population entière meurt jusqu'à l'éclosion de la génération suivante en novembre et le cycle recommence. Les femelles meurent après avoir pondu puis recouvert leurs œufs pour les protéger à l'approche de la saison sèche, tandis que les mâles meurent également avant l'arrivée de cette saison, après avoir dépensé toutes leurs ressources à lutter pour avoir une chance de se reproduire. Par conséquent, pendant les deux tiers de l’année, la totalité de la population n'existe que sous la forme d'œufs enfouis sous terre.

## Publication originale
- Grandidier, 1872 : Descriptions de quelques Reptiles nouveaux découverts à Madagascar en 1870. Annales des sciences naturelles-zoologie et biologie animale, ser. 5, vol. 15, n. 22, p. 6-11 (texte intégral).